# Septembre 1840

## Événements
- Le gouvernement impérial chinois décide de négocier avec la Grande-Bretagne, qui accepte, et décide de renvoyer Lin Zexu.

- 3 septembre, France : ouverture du procès Marie Lafarge.

- 4 septembre : émeute à Paris dans le quartier des Quinze-Vingts.

- 7 septembre, France : les difficultés économiques suscitent des troubles à Paris, notamment une insurrection des ébénistes du Faubourg Saint-Antoine, fermement réprimée par le gouvernement.

- 10 septembre, France : ouverture de la ligne de Paris-Montparnasse à Versailles-Rive-Gauche par la Compagnie du chemin de fer de Paris, Meudon, Sèvres et Versailles (RG).

- 13 septembre, France : début des travaux de construction de la ceinture de fortifications autour de Paris.

- 16 septembre, France : ouverture du procès de Louis-Napoléon Bonaparte et de ses complices devant la Chambre des pairs.

- 18 septembre, France : au procès de Tulle, Marie Lafarge est condamnée aux travaux forcés à perpétuité.

- 20 septembre, France : ouverture de la ligne de Paris-Austerlitz à Corbeil-Essonnes par la compagnie du PO.

- 25 septembre, France : Honoré de Balzac fait l'éloge, dans son journal la Revue parisienne, de La Chartreuse de Parme de Stendhal, que la presse feignait d'ignorer.

- 30 septembre, France : Gobineau met au point son article sur Capo d'Istria et a fort à se louer à cette occasion du ministre de Grèce qui lui a accordé plusieurs entretiens.

## Naissances
- 5 septembre : Heinrich Deiters, peintre allemand († 29 juillet 1916).
- 14 septembre : Zéphyrin Camélinat, homme politique français.